# 栗本百合子
栗本 百合子（くりもと ゆりこ、1950年（昭和25年） - 2017年（平成29年）12月23日）は、インスタレーションを得意とする現代美術家。

## 人物
1950年（昭和25年）、愛知県名古屋市出身。名古屋造形芸術短期大学洋画専攻科卒業後、名古屋造形芸術大学に進む。
油絵から美術の世界に入ったが、のちに建物全体を作品とするインスタレーションに転じた。1988年（昭和63年）には名古屋市中区錦二丁目の大和生命ビル6階にあったステゴサウルススタジオなる場所を主な活動場所とした。
作品の特徴として、拝戸雅彦 (2022)によれば美術館のような人工による光ではなく、自然光を導入しつつ、透過性の薄布で覆うことで栗本のフィルターを通した光を導き入れていたという。作品作りは建物を探し、その所有者と交渉することから始まり、空間を整理し、展示中も日参しては掃除をすることで行われた。そして、展示が終了すると作品は解体され、大部分は残らない。
瀬戸市の陶器メーカー、愛知製陶所の建物や知多郡阿久比町の解体予定の公民館の建物を活用した作品などを手がけた。

### 新聞
1. 1 2 3 4  「栗本百合子氏」『中日新聞朝刊』2017年12月26日、26面。
2. ↑  渡辺淳悦「創る いま 栗本百合子さん 天井・窓・壁に空間を再構築」『朝日新聞夕刊』1990年10月13日。
3. ↑  川原田喜子「空間芸術 没後も息吹 名古屋市の美術家 故栗本百合子さん 再構成 新たに展示」『中日新聞朝刊』2019年2月16日、17面。

### 書籍
1. 1 2 3 4 5  日外アソシエーツ 2022, p. 1472.
2. ↑  拝戸雅彦 2022, p. 43.
3. ↑  拝戸雅彦 2022, pp. 43–44.